# Sądowa Wisznia (hromada)
Sądowa Wisznia – hromada miejska w rejonie jaworowskim obwodu lwowskiego Ukrainy. Siedzibą hromady jest miasto Sądowa Wisznia.
Hromadę utworzono 8 września 2016 roku w ramach reformy decentralizacji.

## Miejscowości hromady
Hromada obejmuje miasto (Sądowa Wisznia) i 18 wsi:
- Starostyński okręg Dołhomościska

1. Dołhomościska
2. Bortiatyn
3. Księży Most
4. Nowosilci

- Starostyński okręg Dmytrowice

1. Dmytrowice
2. Wołostków
3. Zagrody
4. Zarzecze

- Starostyński okręg Mokrzany:

1. Berce
2. Mokrzany Małe
3. Mokrzany Wielkie
4. Makuniów
5. Szeszerowice

- Starostyński okręg Dydiatycze:

1. Dydiatycze
2. Dąbrowa Wielka
3. Dąbrowa Mała (rejon mościski)
4. Kulmatycze
5. Wołczyszczowice